# Pseudococcus bambusicola
Pseudococcus bambusicola är en insektsart som beskrevs av Takahashi 1930. Pseudococcus bambusicola ingår i släktet Pseudococcus och familjen ullsköldlöss.
Artens utbredningsområde är Taiwan. Inga underarter finns listade i Catalogue of Life.